# Morus mesozygia
Espèce
Synonymes
- Celtis lactea Sim[1]
- Morus lactea (Sim) Mildbr.[1]

Morus mesozygia, le mûrier du Sénégal ou difou, est une espèce de plantes dicotylédones de la famille des Moraceae, originaire d'Afrique tropicale. Ce sont des arbustes ou des arbres dioïques, de taille moyenne à grande, à feuilles caduques. Cet arbre est utilisé à diverses fins, comme arbre d'alignement ou d'ombrage, pour son bois ou ses fruits. Ses organes sont utilisés en médecine traditionnelle africaine.

## Description
Morus mesozygia est un grand arbuste ou un arbre de taille moyenne à grande, pouvant atteindre 30 m de haut, avec un tronc droit, parfois muni de contreforts à la base, et un houppier étalé. L'écorce, d'abord grisâtre, lisse, devient ensuite plus épaisse, plus foncée et craquelée, émettant un latex blanc abondant  si elle est coupée.
Les feuilles, caduques, alternes, ovales ou elliptiques, de 5 à 15 cm de long, portées par un pétiole court, glabres, sont vert foncé luisant à leur face supérieure, et mates et plus claires à leur face inférieure. Elles sont plus longues chez les jeunes arbres. Elles présentent trois nervures principales à la base et sur une grande partie de leur longueur, bien visibles sur les deux faces. Le limbe, à bord denté, principalement dans la moitié apicale, est arrondi à la base et se termine en pointe longue et étroite,.
Les fleurs sont groupées en inflorescences, axillaires, unisexuées (espèce dioïque). Les fleurs mâles sont groupées en têtes longues de 3 cm environ, et les fleurs femelles forment des têtes arrondies, pédonculées, groupant de 3 à 8 fleurs.
Le fruit, sub-globuleux, charnu, vert pâle à maturité, de 1,5 cm de diamètre environ, regroupe de petits syncarpes ressemblant à des baies,.

## Distribution et habitat
L'aire de répartition de Morus mesozygia s'étend en Afrique tropicale, du  Sénégal au Soudan et à l'Éthiopie, et vers le sud jusqu'à l'Angola, la Zambie, le Zimbabwe, le  Mozambique et le Swaziland.
Cette espèce se rencontre à la fois dans la forêt tropicale humide et dans la forêt sempervirente plus sèche. Elle est présente également  en bordure de forêt et dans les bosquets. On la retrouve aussi dans les plantations de caféiers et de bananiers où elle est plantée comme arbre d'ombrage.

## Utilisation
Le mûrier du Sénégal est employé a divers usages : bois de chauffage, production de charbon de bois, bois de construction (ébénisterie, menuiseries intérieures, revêtements de sol et articles de fantaisie), arbre d'ombrage, arbre d'ornement planté en alignement le long des rues.
.